# Takasago
Takasago è una città giapponese della prefettura di Hyōgo.